# イナズマ (cuneの曲)
「イナズマ」は、cuneのメジャー・デビュー後2枚目のシングルである。

## 概要
TBS系列「王様のブランチ」EDテーマ。

## 収録曲
全作詞・2以外作曲:小林亮三/全編曲:CUNE・佐久間正英
1. イナズマ (3:56)[1]
2. 様々サマー (4:19)[1]
作曲:生熊耕治
3. 僕らはムーンライト (4:42)[1]

## 収録アルバム
- GREAT SPLASH (#1,2)
- BEST 1999-2004 (#1)
- B-side collection (#2,3)